# Hollandscheveld
Hollandscheveld (Drents: Hollaandscheveld) is het grootste buitendorp in de gemeente Hoogeveen in de Nederlandse provincie Drenthe. In de dorpskern wonen 3.615 mensen, het landelijk gebied rondom het dorp en het dorp samen telt 5.230 bewoners (cijfers 2023).

## Geschiedenis
Het dorp ontstond doordat investeerders uit Holland verenigd in de Hollandsche Compagnie de ontvening (turfwinning) gingen faciliteren. Dit verklaart ook de naam. Hierdoor gingen de benodigde arbeiders en hun gezinnen in het gebied wonen langs de aangelegde wegen. Net als de andere buitendorpen was hier aanvankelijk daarom enkel lintbebouwing. In de 18e eeuw kwamen de eerste arbeiderswoningen en boerderijtjes aan de Hollandscheveldse Opgaande en 
Zuider Opgaande. De aanliggende vaarten die later zijn gedempt waren bedoeld voor de turfvaart en afwatering. Langs de Opgaandes vestigden zich eerst vooral veenarbeiders en beurtschippers. In de loop  werd het een meer agrarisch dorp en kamwen er landarbeiders en keuterboeren te wonen. Het eerste pand aan het Hoekje werd gebouwd in 1728. Het lint liep door het bezit van de Hollandsche Compagnie. Het veld van de Hollandse Compagnie werd het Hollandse of Hollandsche Veld genoemd. In die periode ontstonden ook de linten waar later Noord, Noordscheschut en het Krakeel gevonden werd. Andere buurten waren Zuideropgaande, Opgaande, Rechtuit, Noordkant, Carstenswijk, Schutswijk en Beukerswijk. Kleinere gehuchten waren Jan Slotswijk, Ritmeesterswijk, Jeulenwijk, Bennenswijk, Barswijk, Brandligtswijk, Holtien, Groot-Hendrikswijk, Okkenswijk, Langewijk, Het Zandwijkje, Schokland, Prieswijk, Meester Bakkerswijk en de Samuelswijk. Het gebied bestond rond 1800 uit veengebieden en enkele verspreide boerderijen en arbeiderswoningen. Achter de huizen waren wat akkertjes en weidegebieden. In 1840 waren er 1760 inwoners en in 1870 waren dat er 2745. Dit waren voornamelijk veenarbeiders en wat boeren. 

### Tweede Wereldoorlog
Hollandscheveld was de woonplaats van oorlogsmisdadigers Auke Pattist, Dirk Hoogendam en Martinus Johannes van Oort. Hoogendam werd na de Tweede Wereldoorlog ter dood veroordeeld, maar wist te ontkomen naar Duitsland, waar hij tot zijn dood in 2003 woonde. Pattist werd eveneens ter dood veroordeeld, maar wist naar Spanje te ontsnappen.
De verzetslieden Marinus en Johannes Post zijn geboren en groeiden op in Hollandscheveld.

### Boerenopstand en Boerenpartij
Hollandscheveld kreeg landelijke bekendheid door de boerenopstand in 1963 onder leiding van oud-inwoner Hendrik Koekoek. Drie boerengezinnen werden op last van het Landbouwschap in 1963 uit hun boerderijen gezet omdat ze principieel weigerden de heffingen voor dat schap te betalen. Duizenden zogenaamde 'Vrije Boeren' uit heel Nederland, aanhangers van Koekoek, trokken naar Hollandscheveld om te proberen de ontruiming te voorkomen. De overheid bracht een enorme overmacht van gehelmde en met karabijnen gewapende politie op de been die de demonstrerende boeren weg hield van de plaatsen waar de gerechtsdeurwaarder de mensen uit hun woning verwijderde. Er ontstonden rellen. De politie dreef de mensen met traangasgranaten en wapenstok weg van de boerderijen. Een van de ontruimde boerderijen ging 's nachts in vlammen op. Daders van de brandstichting zijn nooit gevonden. Op de plaats waar deze boerderij heeft gestaan is in 1993 een monument onthuld.
De Boerenpartij, opgericht door Hendrik Koekoek, kreeg na de opstand in Hollandscheveld veel aanhang. Op het hoogtepunt van haar populariteit had deze partij zeven zetels in de Tweede Kamer.

## Middenstand
Het Hoekje is de 'Hoofdstraat' van Hollandscheveld en biedt een divers winkelbestand. Voor de dagelijkse boodschappen is een rit naar Hoogeveen niet nodig.

## Sport
Hollandscheveld kent twee voetbalclubs: zaterdagvereniging VV Hollandscheveld, en zondagvereniging SV HODO die naast voetbal ook een afdeling handbal had. Daarnaast heeft Hollandscheveld ook een tennisvereniging, H.T.C. de Boshoek, en een korfbalvereniging, C.K.V. H.H.V.

## Geboren
- Henk Post (1900-1982), verzetsstrijder en predikant
- Marinus Post (1902-1944), verzetsstrijder
- Johannes Post (1906-1944), landbouwer, wethouder en verzetsstrijder
- Hendrik Koekoek (1912 - 1987), politicus
- Piet Kleine (1951), schaatser, ploegleider en postbode
- Bertus ten Caat (1952), columnist, publicist en muzikant
- Albert Metselaar (1959), voorganger, verpleegkundige, historicus en dichter
- Theo ten Caat (1964), voetballer
- Milan Smit (2003), voetballer